# Kerbal Space Program 2
Kerbal Space Program 2 (с англ. — «Космическая программа Кербала 2», сокр. KSP2) — компьютерная игра в жанре космического симулятора, разрабатываемая студией Intercept Games и издаваемая Private Division на Windows и консоли PlayStation 4, PlayStation 5, Xbox One, Xbox Series X/S. Игра является прямым продолжением Kerbal Space Program, впервые вышедшей в 2011 году. В сиквеле заявлена поддержка модификаций и многопользовательского режима. Kerbal Space Program 2 анонсирована 19 августа 2019 года на выставке gamescom, выход был намечен на начало 2020 года, но компания Take-Two перенесла дату выхода до осени 2021. Однако позже на официальном форуме, посвящённому Kerbal Space Program, креативный директор KSP 2 сообщил о переносе релиза на 2022 год, а в мае 2022 года игра была перенесена уже на 2023 год. Выход игры в раннем доступе состоялся 24 февраля 2023 года для Windows, а релиз для PlayStation 5 и Xbox Series X/S запланирован уже после раннего доступа.

## Изменения
В игру будет добавлено строительство колоний, а также добыча новых разнообразных ресурсов, необходимых для поддержания поселения. Также в игре будет продемонстрированы новые виды топлива и ракетных двигателей. Будет возможность путешествовать к другим звёздным системам.
Разработчики заявляют, что в игре будет улучшена графика, переделано обучение и добавлена многопользовательская игра.